# Perenjori
Perenjori är en ort i Australien. Den ligger i kommunen Perenjori och delstaten Western Australia, omkring 280 kilometer norr om delstatshuvudstaden Perth.
Trakten runt Perenjori är nära nog obefolkad, med mindre än två invånare per kvadratkilometer..
Omgivningarna runt Perenjori är i huvudsak ett öppet busklandskap. Genomsnittlig årsnederbörd är 345 millimeter. Den regnigaste månaden är juni, med i genomsnitt 53 mm nederbörd, och den torraste är februari, med 8 mm nederbörd.